# Widewuto
 (mars 2021).
La mise en forme du texte ne suit pas les recommandations de Wikipédia : il faut le « wikifier ».
Les points d'amélioration suivants sont les cas les plus fréquents. Le détail des points à revoir est peut-être précisé sur la page de discussion.
- Les titres sont pré-formatés par le logiciel. Ils ne sont ni en capitales, ni en gras.
- Le texte ne doit pas être écrit en capitales (les noms de famille non plus), ni en gras, ni en italique, ni en « petit »…
- Le gras n'est utilisé que pour surligner le titre de l'article dans l'introduction, une seule fois.
- L'italique est rarement utilisé : mots en langue étrangère, titres d'œuvres, noms de bateaux, etc.
- Les citations ne sont pas en italique mais en corps de texte normal. Elles sont entourées par des guillemets français : « et ».
- Les listes à puces sont à éviter, des paragraphes rédigés étant largement préférés. Les tableaux sont à réserver à la présentation de données structurées (résultats, etc.).
- Les appels de note de bas de page (petits chiffres en exposant, introduits par l'outil «  Source ») sont à placer entre la fin de phrase et le point final[comme ça].
- Les liens internes (vers d'autres articles de Wikipédia) sont à choisir avec parcimonie. Créez des liens vers des articles approfondissant le sujet. Les termes génériques sans rapport avec le sujet sont à éviter, ainsi que les répétitions de liens vers un même terme.
- Les liens externes sont à placer uniquement dans une section « Liens externes », à la fin de l'article. Ces liens sont à choisir avec parcimonie suivant les règles définies. Si un lien sert de source à l'article, son insertion dans le texte est à faire par les notes de bas de page.
- La présentation des références doit suivre les conventions bibliographiques. Il est recommandé d'utiliser les modèles {{Ouvrage}}, {{Chapitre}}, {{Article}}, {{Lien web}} et/ou {{Bibliographie}}. Le mode d'édition visuel peut mettre en forme automatiquement les références.
- Insérer une infobox (cadre d'informations à droite) n'est pas obligatoire pour parachever la mise en page.

Pour une aide détaillée, merci de consulter Aide:Wikification.
Si vous pensez que ces points ont été résolus, vous pouvez retirer ce bandeau et améliorer la mise en forme d'un autre article.
Widewuto (aussi appelé Viduutis, Witowudi ou Waidevut) était un roi semi-légendaire prussien du VIe siècle qui aurait régné avec son frère Bruteno. Son histoire a été rapportée par le chroniqueur allemand du XVIe siècle Simon Grunau.

## La Prusse pré-teutonique
Avant les croisades baltes et la colonisation  des terres par l’Ordre monastique des chevaliers teutoniques, la Prusse était habitée par les Baltes, des peuples païens tels les Prussiens ou les Lituaniens. Ces derniers habitaient dans les forêts du sud de la mer Baltique et étaient organisés en tribus « pré-féodales », les nobles se réunissant régulièrement en conseils pour décider de l’organisation tribale. Ces peuples pratiquaient un paganisme « romuvien », nommé d’après le site sacré du bosquet Romuva (en), très semblable aux autres paganismes d’origine indo-européenne telles les religions germaniques ou slaves.
Widewuto et son frère Bruteno seraient les fondateurs légendaires de ces tribus prussiennes, les terres baltiques étant habitées par d’autres peuples hétérogènes avant l’arrivée des deux frères.
Selon Simon Grunau, la Prusse sous l’empereur romain Trajan s’appelait « Ulmegania » et était habitée par les « Huhuri » (probablement des Huns, des barbares) qui ont soumis d’autres peuples appelés « Maxobei » ou « Stagnani ».

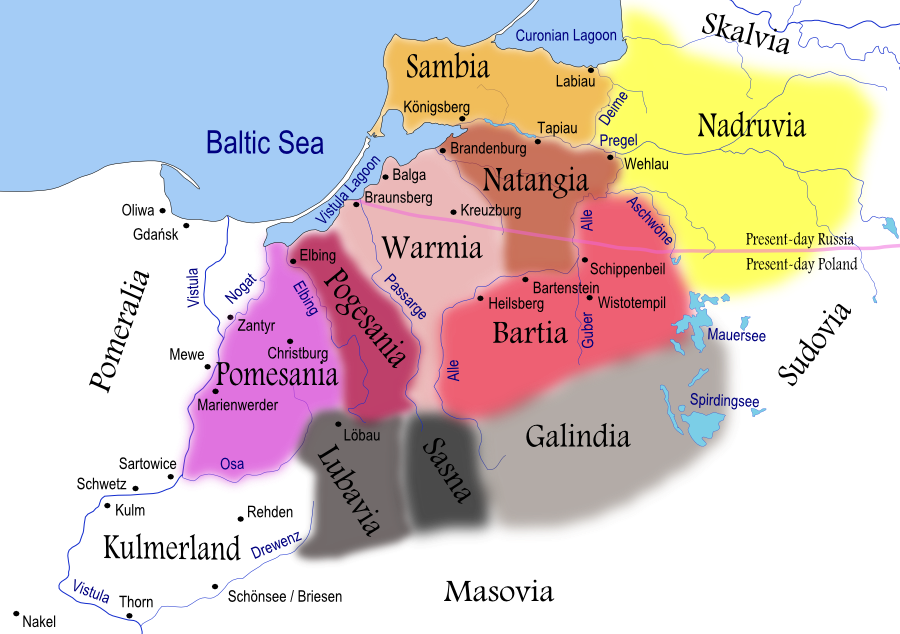
Les tribus prussiennes avant les croisades baltes.

La région était aussi habitée par des peuples nomades tels les Galanis ou les Alanis.

## La légende de Widewuto
La légende de Widewuto est une histoire rapportée par Simon Grunau dans la Chronique Prussienne, venant d’un certain Christian d'Oliva, premier évêque prussien (mort en 1245). Bien que cette légende soit très controversée, certains passages de l’histoire concordent avec les sources archéologiques.
Widewuto et Bruteno sont des nobles scandiens vivant en Cimbrie, tributaires du roi goth Wisboo mais ne le reconnaissant pas comme leur suzerain. Ainsi Wisboo enverra des messagers aux deux frères « Voulez-vous échanger des denrées avec les Cimbres, vivre sur leur terre et payer un tribut ou combattre contre eux ? », le peuple des Cimbres reconnaissait en effet Widewuto et Bruteno comme seigneurs mais ces derniers savaient que s’ils devenaient tributaires des Goths, en tant que chefs-nés, ils seraient perdus. Ils ne pouvaient pas non plus se battre contre les goths, leurs hommes étant les plus puissants de la région : Widewuto et Bruteno voulaient devenir plus forts ailleurs.
Ils passèrent un contrat avec les Goths au nom de leur déesse-mère et purent ainsi prendre la mer pour partir en quête de nouvelles terres, emmenant avec eux 46000 hommes et femmes. Ils arrivèrent dans la région de Krono, dans les eaux d’Haillibo ce qui correspondrait respectivement au fleuve Niémen et au lagon de la Vistule selon les textes de Ptolémée. Sur place ils trouvèrent 100000 personnes inexpérimentées en artisanat et en construction. Ainsi Widewuto fit construire des tentes, des châteaux, des villages et s’imposa rapidement comme chef de ce mélange de peuples germaniques et d’Alains : il devint Alane Vidvutus (Widewuto, roi des Alains).
Widewuto gouvernait avec sagesse et composait des lois régissant la vie de famille (un homme pouvait par exemple avoir trois épouses, brûler un membre de sa famille gravement malade était autorisé et l’infidélité était punie de mort), la vie publique (Widewuto a interdit l’esclavage, les guerriers sachant monter à cheval étaient élevés au rang de nobles) et punissant les activités criminelles.

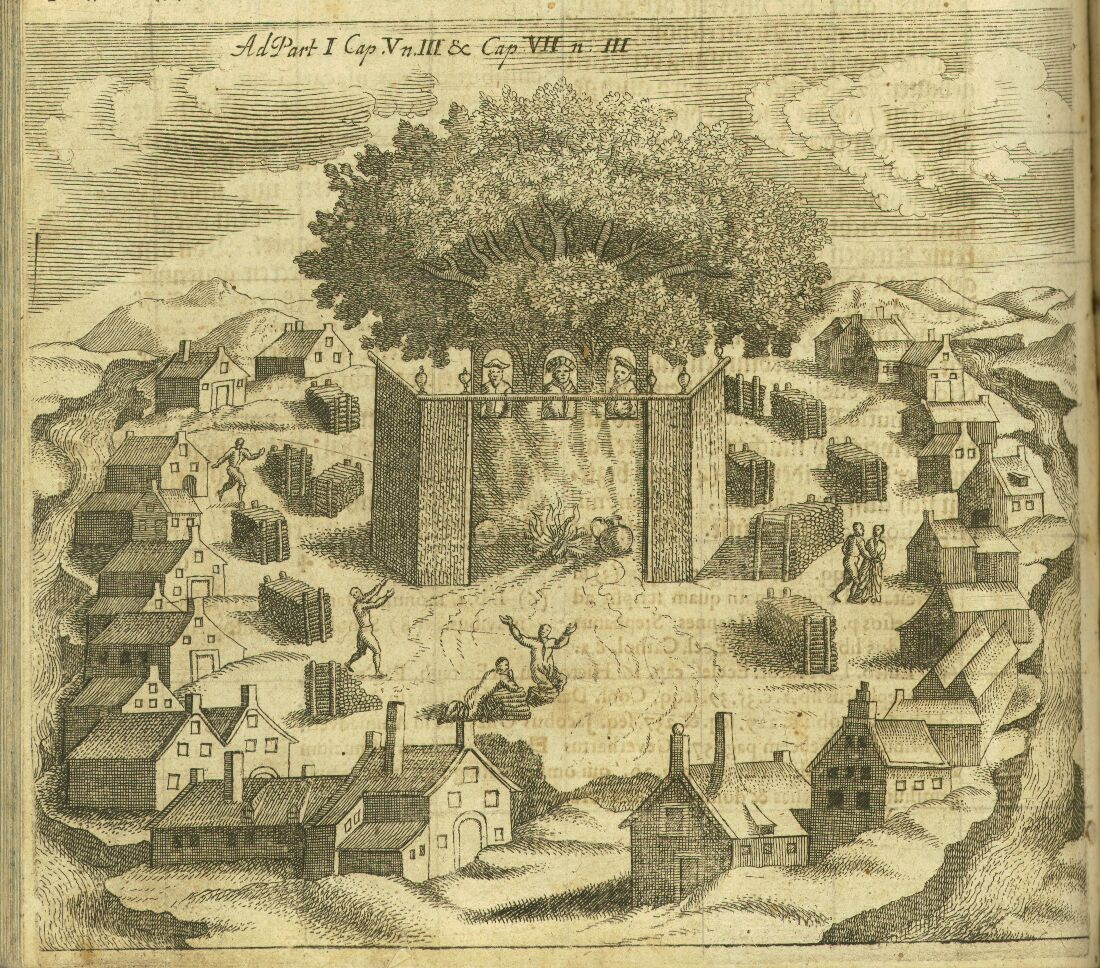
Temple de Romuva.

Bruteno, quant à lui, était le Grand Prêtre (le Kriwe-Kriwajto (en)) chargé de la vie religieuse du royaume, c’est notamment à lui que nous devons le grand bosquet sacré Romuva.
Widewuto a eu douze fils qui se sépareront le royaume de leur père a sa mort et donnant ainsi les douze tribus baltes (Par exemple la Lituanie est nommé d’après le fils Litvas, la Sudovie d’après Sudo etc).
À l’âge de 116 ans, Widewuto s’immole par le feu avec son frère Bruteno lors d’une cérémonie religieuse au temple de Romuva. Après leur mort les deux frères seront vénérés en tant qu’un dieu nommé Wurskaito, père de la nation prussienne.
Ce mélange de peuples et l’arrivée de Widewuto donna naissance à la culture borusse, plus tard appelée prussienne.

## Noms
Widewuto a plusieurs noms selon les textes, mais il est admis que son nom vient du gotique Widewoþs, signifiant furieux, obsédé par la raison.
Le mot « Prusse », vient quant à lui de Pruten, venant lui-même de Bruteno, grand frère de Widewuto.

## Drapeau de Widewuto

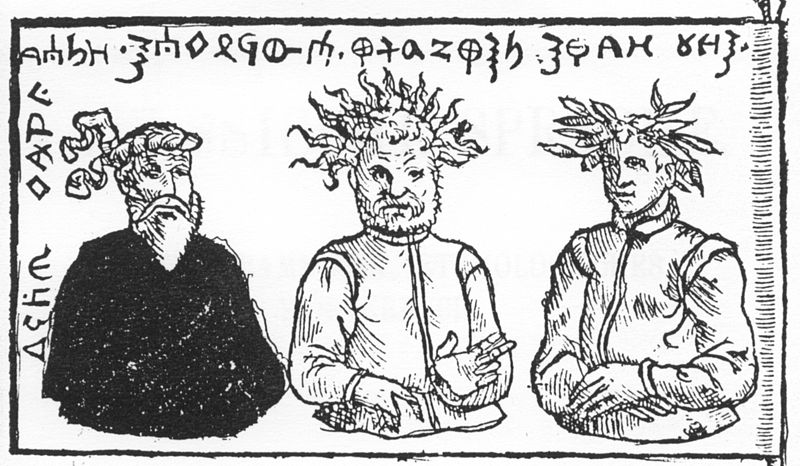
Le drapeau de Widewuto, par Simon Grunau.

Widewuto avait un drapeau blanc, mesurant cinq par trois aunes. Le drapeau avait des portraits de trois dieux prussiens, que Grunau reproduisit dans son œuvre. Sur la gauche, il y a le dieu des enfers, Peckols - un vieil homme avec une barbe blanche et un foulard blanc sur la tête. Perkūnas d'âge moyen et aux cheveux de feu, dieu du ciel, de la tempête et du tonnerre, est au milieu. Le dieu de la mer, de la terre et des récoltes, Patrimpas, a été dépeint comme un jeune homme imberbe portant une couronne d'épis de céréales.

## Lien avec le Widsith
Des études sur la Chronique Prussienne de Simon Grunau ont montré que l’histoire a une grande part de fantastique et est notamment inspirée par l’origine des Lombards et par le poème anglo-saxon Widsith.
On retrouve un personnage semblable à Widewuto dans ce poème : Vudi qui a lui aussi un frère, fils du forgeron divin Völunda et qui habitent la région de la Vistule.
Ces deux frères ont fondé un petit royaume barbare sur la Côte d’Ambre, lieu de commerce important à l’époque romaine puis mérovingienne, et ont bouleversé la société tribale, de par leurs activités civilisatrices.
Le lien fort entre un personnage légendaire prussien et un personnage de poème germanique est important car il permet aux historiens d’étudier la véracité des faits présentés dans la Chronique Prussienne de Grunau.

## Preuves archéologiques
À l’époque des Grandes Migrations, le Vidivarium (nom romain de la Prusse) était peuplé par diverses tribus que les Romains appelaient « Vidivaris », un peuple habitant aux abords de la mer Baltique. La côte est gardée par les « Estoniens », un peuple décrit comme paisible. Certains Vidivaris sont devenus mercenaires à la solde de Rome, pratique courante dans le Barbaricum.
Dans le Vidivarium ont été retrouvés des broches en forme d’étoile dont le prototype se situe au sud de la Scandinavie et est daté de la fin du IVe siècle. On a aussi retrouvé de tels artefacts datant du début du Ve siècle en Pannonie et en Norique, où des guerriers germaniques se préparaient à la bataille face aux Huns sous la bannière d’Attila. Des poignards baltes ont notamment été utilisés durant la bataille d’Adrianople, le commerce de ces armes avec les Germains est vraisemblablement un point clé dans la formation de la culture prussienne.
Des tombes décorées ont été retrouvées dans le cimetière de Warnikam, sur le site archéologique de Młoteczno, avec des artefacts précieux témoignant d’un enterrement princier, comme dans la légende de Widewuto.
Comme dit dans la légende de Widewuto, les chefs militaires et les dirigeants vidivaris construisaient, comme en Germanie, des avant-postes fortifiés pour les guerriers, des lieux de collecte de l’argent des tribus, ainsi que des établissements permettant de créer des lois, correspondant au leges barbarorum. Ces innovations se reflètent dans l’émergence d’une culture balte unique, plus seulement linguistique comme à l’époque pré-romaine.
Sur le drapeau de Widewuto, redessiné par Simon Grunau, des inscriptions appelées « runes lituaniennes » figurent. Au premier abord les linguistes pensaient à un nouvel alphabet prussien, mais diverses études ont montré que ces inscriptions sont en réalité une forme alternative du futhark, les runes germaniques. Ces runes lituaniennes sont aussi présentes sur quelques tombes en Prusse.

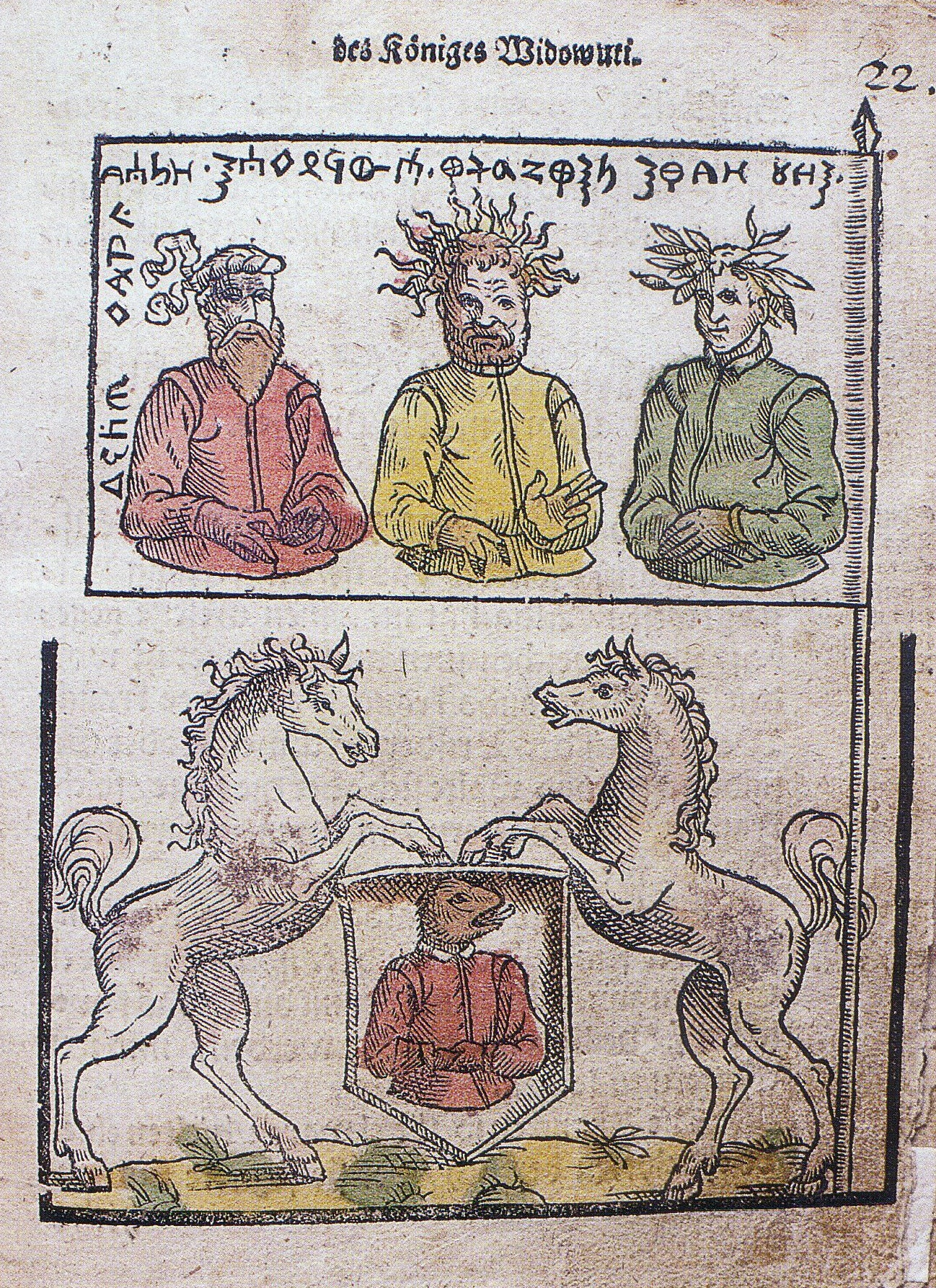
Blason de Widewuto.

Néanmoins, le blason de Widewuto avec les chevaux portant les armes, dessiné par Grunau, est anachronique, ce genre d’emblasonnement émergeant beaucoup plus tard dans l’histoire. Ce blason est donc un pur produit de l’imagination du chroniqueur allemand.
Bien que les dates ne correspondent pas toujours, beaucoup d’éléments de la légende de Widewuto concordent avec les preuves archéologiques montrant le lien entre la culture germanique et l’émergence de la culture prussienne.
Le texte de Simon Grunau reste tout de même flou, la légende de Widewuto est devenue l’une des légendes ethnogénétiques nées au tournant du Moyen Âge et de la Renaissance chez certains peuples d’Europe centrale qui ne possédaient pas, contrairement aux Francs, Anglo-saxons ou Danois, de premiers enregistrements folkloriques de légendes de ce genre.

## Sources
1. 1 2  (de) Simon Grunau, Preussiche Chronik, Danzig, 1517
2. 1 2  (lt) Gintaras Beresnevičius, Prūsijos amfiktionijos steigtis prūsų legendose ir germaniškasis kontekstas, 17 décembre 2018, 190 p.
3. ↑  (lt) Ulmiganija, Vilnius, 2009, 594 p. (ISBN 5-420-01470-X)
4. ↑  (en) George Phillip Krapp, « Widsith », sur Sacred Texts (consulté en novembre 2020)
5. ↑  (ru) Vladimir Kulakov, Археологический комментарий к легенде о Видевуте, Zimovniki,‎ 2016, 178 p. (lire en ligne)
6. ↑  (en) Mindaugas Peleckis, « Lithuanian Runes Revealed », sur Radikaliai, 2017 (consulté le 27 avril 2021)
7. ↑  (en) James Hastings, Encyclopædia of Religion and Ethics: Mundas-Phrygians, T. & T. Clark, 1917 (ISBN 0567065138, lire en ligne)